# ریش‌سفیدان (سازمان)
سازمان ریش سفیدان یا سازمان منتفذین یک سازمان بین‌المللی غیردولتی از چهره‌های دولتی است که به عنوان فعالان صلح و مدافعان حقوق بشر، فعالیت می‌کنند. آن‌ها خود را به عنوان «رهبران مستقل جهانی برای صلح و حقوق بشر» توصیف می‌کنند. این سازمان شامل ۱۲ عضو از شاخص‌ترین فعالان بازنشسته عرصه‌های سیاسی و فرهنگی هستند که دیگر دارای هیچ مقام رسمی نیستند و بر اساس تمایل مشترکی برای دستیابی به صلح و حقوق بشر جهانی فعالیت می‌کنند. این سازمان توسط نلسون ماندلا درسال۲۰۰۷ میلادی ایجاد شد. هدف ماندلا این بود که از تجربه بزرگان و سیاستمداران استفاده کند تابا مشکلات به ظاهر غیرقابل حل مانند تغییر آب و هوا، بیماری‌های بدون درمان، فقر، منازعات سیاسی و… درجهان مبارزه کنند و راه حلی سودمند ارائه کنند.

ریاست این سازمان اکنون برعهده مری رابینسون است.

## تاریخچه
مفهوم سازنده این گروه بر اساس گفتگوی پیتر گابریل خواننده مشهور و ریچارد برنسون کارآفرین انگلیسی دربارهٔ ایده توجه جوامع به افراد ریش سفید و کهنسال برای راهنمایی برای حل اختلافات شکل گرفت. این دو ایده خود را به نلسون ماندلا رئیس‌جمهور فقید آفریقای جنوبی معرفی کردند که ایشان از آن حمایت کرد و با کمک گراسا ماچل و دزموند توتو گروه ریش سفیدان را در سال ۲۰۰۷ در ژوهانسبورگ پایه‌گذاری کرد. وی در مراسمی که به مناسبت تأسیس این گروه برگزار شد، گفت: «این گروهی است که می‌تواند آزادانه و جسورانه سخن گفته و با عقلانیت، استقلال و همبستگی در مواجهه با پیچیده‌ترین مشکلات جهانی به صورت علنی یا در پشت صحنه در صورت نیاز اقدام کند».

## اقدامات و فعالیت‌ها
فعالیت بنیاد ریش سفیدان حوضه ترویج گفتگو و ایجاد صلح و حمایت از تلاش‌ها برای کاهش درد و رنج انسان، به ویژه از فقر، بی عدالتی، در جهان است.

### ایران

#### پرونده هسته‌ای
- کوفی عنان رئیس متنفذین درساعات اولیه توافق ایران با گروه۱+۵ ضمن انتشار بیانیه از همه طرف هابه خاطر گفتگو و رسیدن به توافقی جامع و مورد قبول طرفین تشکر کرد. کوفی عنان در پیام خود نوشت:[۵]

مردم و کشورهای جهان می‌توانند از پشتکار، همکاری و شجاعتی که توسط تیم‌های مذاکره‌کننده و دولت‌های آن‌ها نشان داده شد سپاس‌گزار باشند، وهمچنین برای امیدی که این توافق به ارمغان آورده است. اکنون بسیار حیاتی است که که در عمل شاهد پیشرفتی سریع و محسوس باشیم به خصوص در زمینه مکانیزم‌های مستحکم بازبینی و لغو تحریمها علیه ایران. متنفذین از همه کسانی که همچنان به دنبال مقاومت علیه این توافق پیشگامانه یا به دنبال شکست آنند درخواست دارد که تمام پیش پندارهای ایدئولوژیک، گله‌های تاریخی، کوته نظری سودجویانه سیاسی را کنار بگذارند و مذاکره را فرصتی برای پیشبرد اهداف وسیعتری برای صلح ببینند.منتفذین مصرانه از طرفین این توافق و قدرتهای دیگر منطقه درخواست دارد که از این موقعیت بدست آمده و از حسن نیت و پیشرفت کسب شده برای کمک به مقابله با مذهبی‌های افراطی و اختلافات عمیق فرقه‌ای استفاده کنند. چرا که در حال حاضر افراطیون و اختلافات باعث ایجاد درد و رنج عظیم انسانی و ویرانی گسترده در سراسر خاور میانه است.
- سازمان ریش سفیدان با انتشار بیانیه‌ای، ضمن استقبال از توافق هسته‌ای ایران، از همه طرفین خواستند تا در جهت اجرای کامل مفاد توافق اقدمات جامع و مشترک را انحام دهند، و برپایه این موفقیت، بر ثبات و آرامش خاورمیانه بیفزایند.

کوفی عنان، رئیس سازمان ریش سفیدان، گفت که او امیدوار است این توافق "نشانه آغاز یک رابطه بسیار مناسب تر بین ایران و جامعه بین‌المللی و همچنین فرصتی برای تقویت همکاری‌های امنیتی منطقه‌ای میان کشورهای خاورمیانه باشد.
- در۶ بهمن ۱۳۹۲ چهارتن از اعضا ریش سفیدان برای انجام مذاکرات محرمانه با رهبران ایران وارد تهران شدند. این برای اولین بار بود که گروهی از نمایندگان ریش سفیدان وارد ایران شدند. افرادی که در این سفر به ایران آمدند عبارتست از:کوفی عنان، دزموند توتو، مارتی آهتیساری، ارنستو سیدیو[۷]
حسن روحانی در دیدار با ریش سفیدان ضمن ادای احترام به نلسون ماندلا رهبر فقید آفریقای جنوبی و بنیان‌گذار گروه متنفذین با اشاره به این که افکار ماندلا و راه صلح جویانه او در جهان باقی خواهد ماند، گفت

بحران‌های منطقه‌ای ریشه در فقر فرهنگی، فقر اقتصادی، بی‌عدالتی، نبود دموکراسی و حضور نیروهای خارجی و دخالت آن‌ها دارد. خشونت، افراط گرایی و تروریسم یکی از بزرگ‌ترین موضوعات در این منطقه است که به همراه بی‌عدالتی و عدم دموکراسی، تبعیض قومیتی و جنسیتی و فقدان نگاه درست به حقوق بشر با مداخلات خارجی در اثر حضور نیروهای بیگانه نگرانی‌های جامعه جهانی را برانگیخته است.
علی اکبر ولایتی در دیدار با کوفی عنان رئیس گروه ریش سفیدان که در مرکز تحقیقات برگزار شد، اظهار داشت: بسیار خوشحال هستم که هیئت متنفذین را ملاقات می‌کنم چرا که این گروه مشهور و قدرتمند است و اکثر آن‌ها مانند آقای کوفی عنان در صحنه بین‌الملل نقش برجسته‌ای دارند.
کوفی عنان پس از دیدار با محمد جواد ظریف، وزیر خارجه ایران در کنفرانسی مطبوعاتی گفت: «معتقدیم که در خصوص مسئله هسته‌ای ایران اخیراً اقدام‌های مثبتی صورت گرفته است که مهم‌ترین آن امضای توافق‌نامه موقت هسته‌ای در ژنو است. حال این تلاش‌ها باید به یک توافق نهایی برسد.»
مارتی آهتیساری رئیس‌جمهور سابق فنلاند، در مورد توافق‌نامه موقتی که بر سر مسائل هسته‌ای در نوامبر گذشته در ژنو امضا شد توضیح داد و گفت: «این یک پیشرفت قابل ملاحظه در جهان امروزاست. تمام تلاش‌ها باید به‌طور مستمر انجام گیرد تا یک توافقنامه دائمی توسط طرفین به امضا برسد. اگر جهان در این امر قصور کند، نه تنها مردم ایران زیان می‌بینند، بلکه ثبات منطقه نیز به خطر می‌افتد»
- جیمی کارتر رئیس‌جمهوری سابق آمریکا پس از توافق ایران با کشورهای پنج به اضافه یک اظهار داشت در صورتی که کنگره این کشور پیش از دستیابی به یک توافقنامه صلح با ایران تحریم‌های جدید را علیه تهران تصویب کند، ضربه‌ای مهلک به مذاکرات وارد می‌کند. وی این سخنان را در برنامه گفتگوی زنده موسم به «هاف‌پست لایو» بیان کرد.[۱۲]
- ریش سفیدان از توافق موقت در برنامه هسته‌ای ایران و ۵ +۱ (آمریکا، روسیه، چین، بریتانیا، فرانسه و آلمان) در نوامبر ۲۰۱۳ استقبال کردند. آن‌ها اجرای کامل توافقات در شش ماه را امیدوارانه خواندند. ریش سفیدان معتقدند این مذاکرات یک فرصت تاریخی برای پایان دادن به دهه‌ها خصومت بین ایران و غرب، به ویژه ایالات متحده، و بازسازی روابط بر پایه اعتماد و احترام متقابل است.[۱۳]
- این سازمان درسال۲۰۰۸ با انتشار بیانیه‌ای خواستار حل مناقشه هسته‌ای ایران شد؛ و از ایران خواست تا با آژانس بین‌المللی انرژی اتمی همکاری بیشتری داشته باشد. در این بیانیه آمده است.

ما می‌خواهیم مذاکرات با حسن نیت با هدف پرداختن به نگرانی‌های امنیتی از همه طرف انجام شود. از ایران می‌خواهیم که به همکاری کامل با آژانس بین‌المللی انرژی اتمی (IAEA) در روشن شدن همه مسائل مهم مربوط به برنامه هسته‌ای تمایل بیشتری داشته باشد. این کار از خارج شدن ایران از انزواء کمک فراوانی می‌کند.

#### حقوق بشر
- در پی بازداشت طولانی نسرین ستوده و حکم صادر شده مبنی بر یازده سال حبس تعزیری و بیست سال ممنوعیت از وکالت و ترک کشور، خانم مری رابینسون و همچنین آقای فرناندو هنریک کاردوسو، طی نامه‌های جداگانه‌ای خطاب به رئیس قوه قضاییه مراتب نگرانی خود را از وضعیت نسرین ستوده و حکم صادر شده برای وی اعلام کردند.[۱۵]

#### جنبش سبز
دزموند توتو در ژوئن ۲۰۱۲ در سومین سالگرد جنبش سبز ایران، پیام ویدئویی بلندبالایی با عنوان «همبستگی با مردم ایران» ارسال کرد.
دزموند توتو در پیام خود بر این نکته تأکید کرد که جنبش سبز ایران سرآغاز تحولات منطقه موسوم به بهار عربی بوده است. وی گفت: «بارقه‌ای که شما در ایران افروختید، الهام بخش تغییرات بی‌سابقه‌ای در منطقه شده است.» در این پیام همچنین آمده است:
خطابم به حاکمان ایران: به خواست مردم تن در دهید. عالیجناب، آیت الله خامنه‌ای، فرزندان ایران را آزاد کنید. صادق لاریجانی، زندان اوین را ببندید، همانگونه که زندان روبن آیلند در آفریقای جنوبی بسته شد. خطابم به رهبران مذهبی ایران: با زندانی کردن، شکنجه و جنایت تحت لوای دین مخالفت کنید. چنین اعمال و اقداماتی منعکس‌کنندهٔ آموزه‌های دین اسلام نیست. خطابم در این سالروز به رهبران جهان: بیایید تعهد خود را در حمایت از مردم ایران و پشتیبانی از مبارزات آن‌ها برای مردم سالاری و حقوق بشر، تجدید کنیم. پاداش شجاعت و کرامت انسانی حبس و زندان نیست. خطابم به ایرانیانی که در خارج از ایران زندگی می‌کنند، و در حقیقت به همهٔ مردم درهرکجا که هستند:زندگی و آیندهٔ تک تک ما به یکدیگر گره خورده است. از آزادی خود بهره گیرید تا مطالبات ایشان (مردم ایران) را بیان کنید. تغییر به واسطهٔ انسان‌های شجاع شکل می‌گیرد. فرزندانم، نرگس محمدی و مجید توکلی، شما در قلب ما جا دارید. حسین رونقی ملکی، ما برایت دعا می‌کنیم؛ و برای سایر ایرانیان بی‌باکی که برای یک ایران بهتر مبارزه می‌کنند، به راه خود ادامه دهید. ما با شما هستیم.

### روسیه

#### کریمه
جیمی کارتر، رئیس‌جمهور پیشین آمریکا، در گفتگویی رادیویی تأکید کرد بخواهیم یا نخواهیم باید بپذیریم که الحاق مجدد شبه جزیره کریمه به روسیه یک رویکرد تقریباً اجتناب ناپذیر بود چرا که این اتفاق خواسته مشترک ساکنان شبه جزیره کریمه و مردم روسیه بود. وی تصریح کرد: من معتقدم که نیکیتا خروشچف، رهبر شوروی سابق بعد از استالین، شبه جزیره کریمه را به اوکراین هدیه داد. در آن زمان هم اوکراین و هم شبه جزیره کریمه جزو اتحادیه جماهیر شوروی بودند.

### خیزش‌های عربی
- پس از تظاهرات عمده در خاورمیانه و شمال آفریقا در سال ۲۰۱۱، سازمان ریش سفیدان گفته‌اند که آن‌ها در همبستگی با " تمام کسانی که برای آزادی و حقوق اساسی خود تلاش می‌کنند، همراه هستیم.[۲۰]دزموند توتو در مصاحبه‌ای با سی ان ان گفت :از جامعه بین‌المللی برای وارد آوردن فشار بر معمر قذافی برای واگذاری قدرت کمک می‌خواهیم.[۲۱]
- جیمی کارتر، گرو هارلم برونتلان و مری رابینسون در اکتبر ۲۰۱۲ به قاهره سفر کردند. آن‌ها در طول جلسات خود را با رئیس‌جمهور محمد مرسی، مقامات ارشد و دیپلمات‌ها، نمایندگان سازمان‌های جامعه مدنی و جوانان، بزرگان بر اهمیت صلح و آرامش و همچنین لزوم اقدام‌های لازم برای رسیدن به دموکراسی تأکید کردند.[۲۲][۲۳]

کارتر همچنین عنوان داشت: ما حتی انتخابات سال ۲۰۰۶ فلسطین را نیز زیر نظر داشته و اعلام کردیم که انتخاباتی شفاف بود اما آمریکا و جامعه بین‌المللی با این مسئله مخالفت کردند. وی در ادامه افزود: توافق‌نامه صلح امضاء شده میان قاهره و تل‌آویو دربرگیرنده دو بخش است؛ اول تعهدات اسرائیل و جامعه بین‌المللی در قبال مسئله فلسطین و دوم مسائل نظامی اما تنها بخش دوم اجرایی شده و بخش مربوط به حقوق فلسطینی‌ها به صورت خوبی اجرا نشده است. نظام سابق مصر نیز در به حاشیه راندن این مسئله نقش بسزایی داشت.

### بحران سوریه
کوفی عنان در جریان سفر به ایران در کنفرانس خبری خود نسبت به وضعیت سوریه ابراز نگرانی کرد و گفت: «همه مابه شدت در مورد وضعیت اسف‌بار سوریه نگرانیم. ما باید تمام تلاشمان را برای کاهش مصیبت در این منطقه انجام بدهیم.»

### اسرائیل و فلسطین
- در اکتبر ۲۰۱۲، گرو هارلم بروندلاند، جیمی کارتر و مری رابینسون در سفری به اسرائیل و مصر خواستار ارائه راه حلی جامع برای برقراری صلح پایدار در منطقه شدند. آن‌ها در بحث‌های خود را با رهبران سیاسی، جامعه مدنی و کارشناسان حقوق بشری و انسانی ابراز نگرانی خود را نسبت به آینده روابط دو دولت و همچنین اثر گسترش شهرک‌سازی و تغییرات دیگر در بیت‌المقدس به عنوان یک مانع عمده برای صلح میان اسرائیل و فلسطین عنوان کردند.[۲۶]
- مؤسسه پژوهشی چتم هاوس درتاریخ ژوئیه۲۰۱۲ درلندن میزبان سه چهره از ریش سفیدان بود. جیمی کارتر، مارتین  آهتیساری و اخضر ابراهیمی که برای برقراری صلح بین اسرائیل و فلسطینی‌ها به آنجا سفرکرده بودند. ریاست این گروه با جیمی کارتر رئیس‌جمهوری پیشین آمریکابود. در نشست چتم هاوس بر لزوم اجرای طرح تشکیل دو کشور اسرائیل و فلسطین در کنار هم تأکید کردند. کارتر در پاسخ به پرسش بیژن فرهودی در مورد احتمال نقش منفی ایران برای جلوگیری از عملی شدن این راه حل گفت که تهران از اقتدار لازم برای به بیراهه کشیدن جریان صلح برخوردار نیست و تأکید کرد که ۸۱ درصد فلسطینی‌ها خواستار حل مسالمت‌آمیز این مناقشه از طریق راه حل تشکیل دو دولت هستند.[۲۷]
- دزموند توتو پس از دیدن از اسراییل و مناطق اشغالی گفت:من در سرزمین‌های اشغالی فلسطین شاهد جداسازی‌های نژادی جاده‌ها و خانه‌ها بوده‌ام و این‌ها برایم شرایطی را یادآوری می‌کند که ما در آفریقای جنوبی تحت سلطه نژادپرستی سیستم آپارتاید داشتیم[۲۸]
- مارتی آهتیساری می‌گوید:چگونه می‌توان ادعا کرد که بعد از این همه سال، به‌طور جدی به دنبال راه حل می‌گردیم؟. روشن است که کشور و دولت فلسطین باید وجود داشته باشد. چنین دولتی است که خواهد توانست امنیت و صلح را برای اسراییلی‌ها تضمین کند". آهتیساری از منتقدان جدی تحریم حماس توسط غربی هامی باشد.[۲۹]

### خاورمیانه
- دزموند توتو، در مقاله‌ای که در روزنامه آبزرور بریتانیا منتشر کرده گفته است که جرج بوش و تونی بلر با جعل واقعیت و قلدرمآبی به عراق لشکر کشی کردند و مردم دنیا را از هم دورتر کردند.

او نوشته که بوش و بلر دنیا را «به لبه پرتگاهی رانده‌اند که اکنون در کنار آن قرار داریم» به گفته اسقف اعظم توتو، مسئله این نیست که صدام حسین خوب یا بد بود یا چند نفر را قتل‌عام کرده بود، بلکه مسئله عملکرد آقای بوش و آقای بلر است که مثل عملکرد صدام حسین غیراخلاقی بوده است.

## نگارخانه

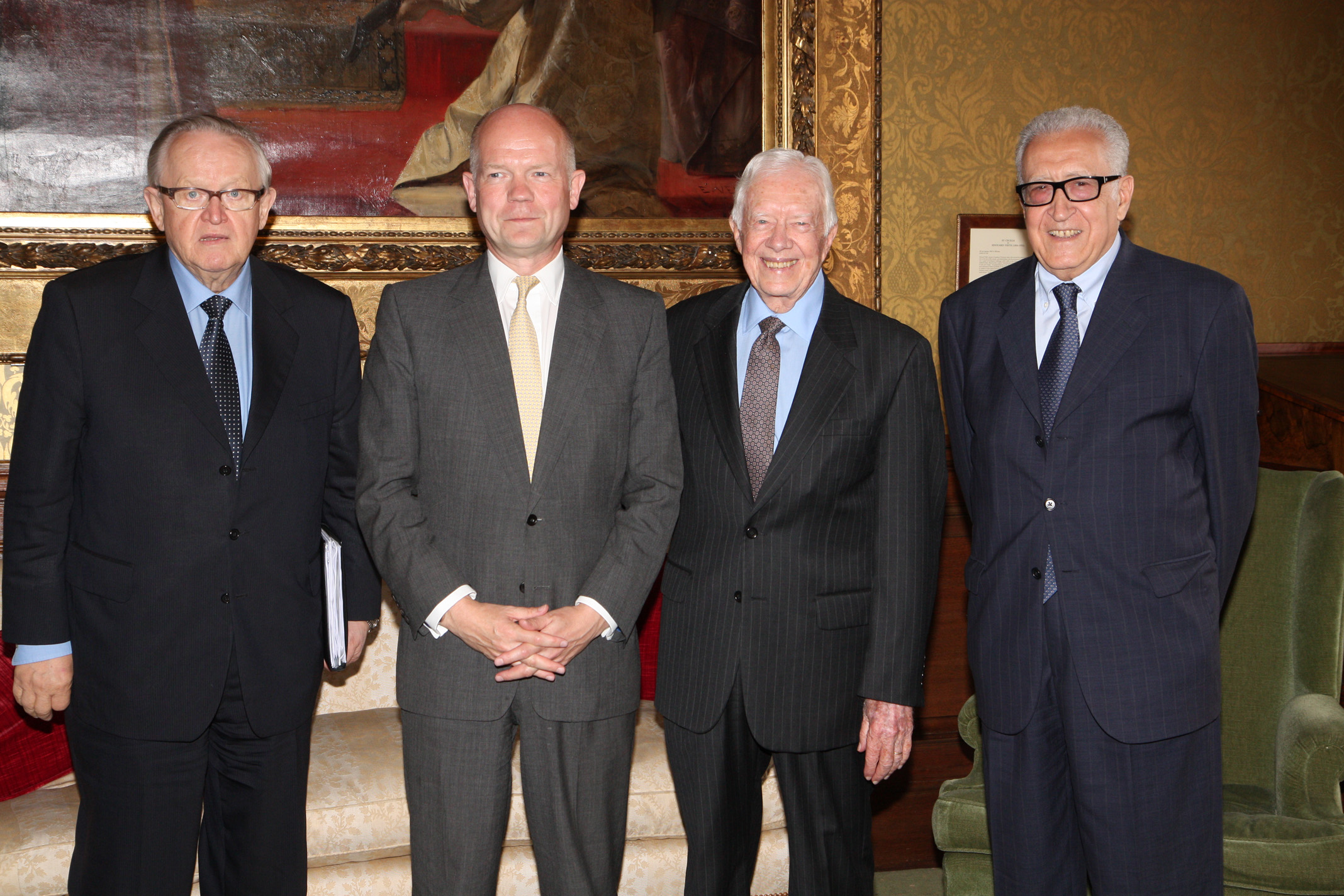
اخضر ابراهیمی، جیمی کارتر‌ و مارتی آهتیساری در دیدار با چاک هیگل
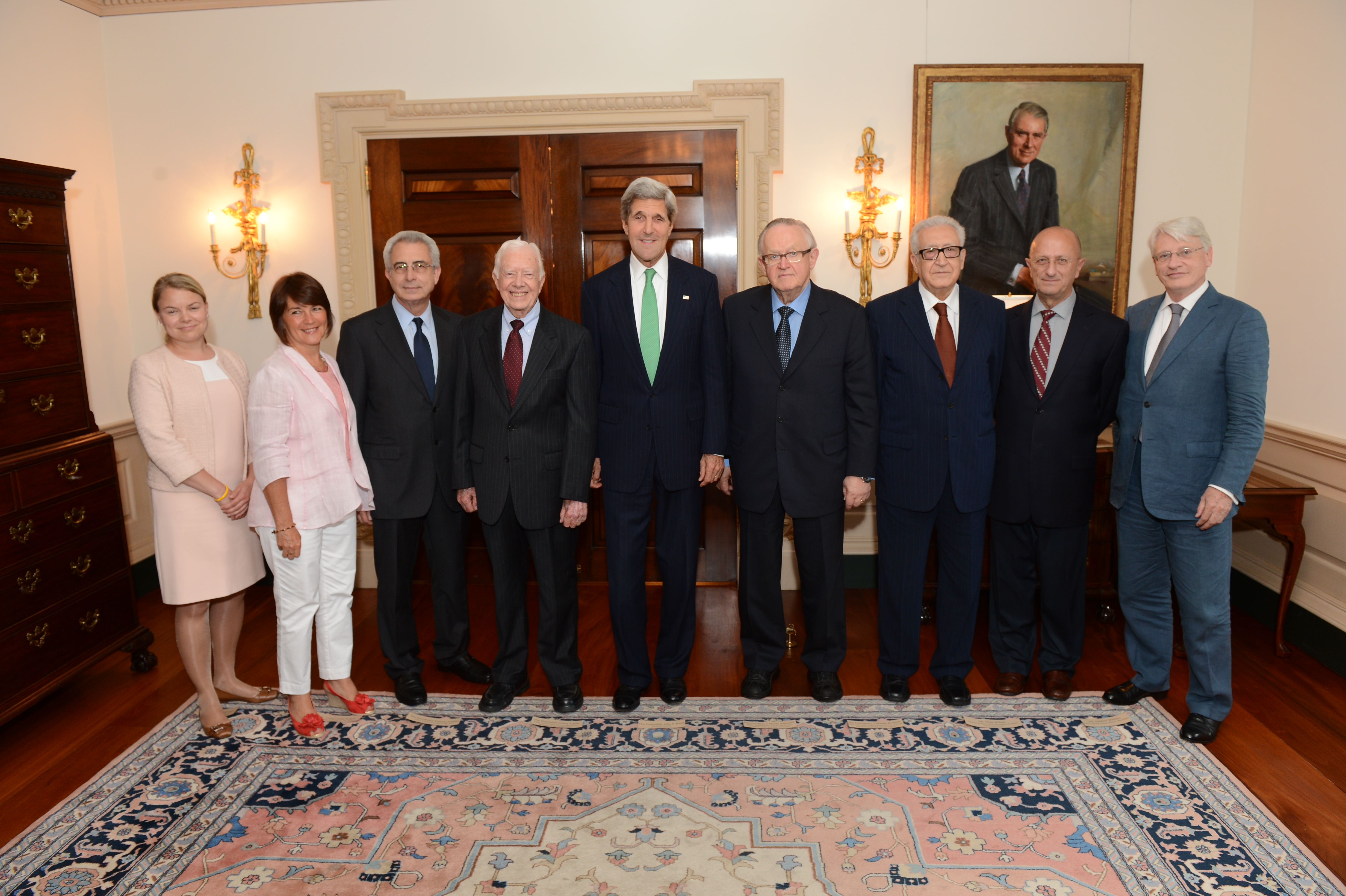
اخضر ابراهیمی، جیمی کارتر و مارتی آهتیساری، ارنستو سدی‌یو در دیدار با جان کری